# Pesca tardiva di Leonforte

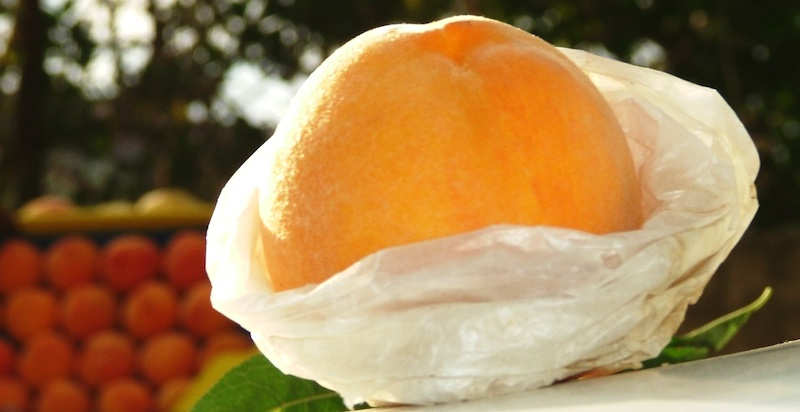
Immagine di pesca "tardiva di Leonforte"

La pesca tardiva di Leonforte IGP, soprannominata anche "settembrina", è un frutto coltivato a Leonforte e nei territori dei comuni limitrofi, la cui raccolta tardiva, in periodo autunnale, fa seguito a una particolare tecnica colturale.
Nel 2010 la Commissione Europea ha inclusa la pesca di Leonforte tra le varietà a Indicazione Geografica Protetta (IGP).

## Tecniche di coltivazione e raccolta
La coltivazione della pesca di Leonforte è regolamentata in maniera molto precisa e dettagliata dalle norme legislative europee emanate nel 2010 ai fini della tutela IGP.
La caratteristica principale che ne contraddistingue la peschicoltura è la pratica dell'insacchettamento dei singoli frutti, ancora sull'albero, a partire dalla seconda metà di giugno.
Il frutto viene naturalmente protetto dentro il suo sacchetto di carta pergamenata che lo accompagnerà fino alla sua completa maturazione. Tale pratica evita di dover intervenire con prodotti antiparassitari assicurando la produzione di frutti esenti da difetti o imperfezioni esteriori.
Al momento della raccolta, che avviene nei mesi di settembre-ottobre-novembre, il picciolo viene delicatamente rotato fino al completo distacco dal ramo. Il frutto si presenta di colore giallo, con striature rosse, con una polpa molto dolce, che si presta alla preparazione di marmellate e pesche sciroppate.

## Aree di coltivazione
L'area nella quale è prodotta la "Pesca di Leonforte" include i comuni di Leonforte, Agira, Assoro, Enna e Calascibetta.